# Synagoga Chaima Wintera i Symchy Uberbojma w Łodzi
Synagoga Chaima Wintera i Symchy Uberbojma w Łodzi – prywatny dom modlitwy znajdujący się w Łodzi przy ulicy Piotrkowskiej 23.
Synagoga została założona w 1873 roku z inicjatywy Chaima Wintera i Symchy Uberbojma. Podczas II wojny światowej hitlerowcy zdewastowali synagogę.  